# Ulrich Roski
Ulrich Roski, né le 4 mars 1944 à Prüm en Rhénanie et mort le 20 février 2003 à Berlin, est un auteur-compositeur interprète allemand qui connut ses plus grands succès dans les années 1970.
Ses chansons parlaient des petits tracas du quotidien, mêlant dans ses one-man-shows les jeux de mots à un humour laconique. Il produisit plus de 20 albums, et certains de ses tubes des années 1970 ont atteint le « Top Ten » en Allemagne, ce qui lui permit de se produire à la Philharmonie de Berlin.

## Biographie
Roski a grandi à Berlin-Wedding, et fréquenté le Collège français de Berlin où il a connu Reinhard Mey. En 2002, il publie une autobiographe, In vollen Zügen.